# 双楠街道
双楠街道，是中华人民共和国四川省成都市武侯区曾经下辖的一个街道。2019年12月，武侯区调整部分街道行政区划。撤销双楠街道，将原双楠街道所属行政区域划归浆洗街街道管辖，浆洗街街道办事处驻洗面桥巷25号。

## 行政区划
双楠街道下辖以下地区：
少陵社区、百花社区、碧云路社区、广福桥社区、七道堰社区和楠欣社区。